# Hillsdale (Nowy Jork)
Hillsdale – miasto w Stanach Zjednoczonych, w stanie Nowy Jork, w hrabstwie Columbia.